# Pablo Hasél
Pau Rivadulla i Duró (Lleida, 9 d'agost de 1988), més conegut pel nom artístic de Pablo Hasél, és un raper i poeta català. Començà utilitzant únicament el nom de Hasél a les seves primeres maquetes tot i que després va estendre el nom artístic a Pablo Hasél. Des del 16 de febrer de 2021 resta tancat a la presó de Ponent complint condemna per delictes d'enaltiment del terrorisme, calúmnies i injúries contra la Corona i calúmnies i injúries contra les institucions de l'Estat. En total, Hasél acumula quatre condemnes que sumen 6 anys i mig de presó i, conseqüentment, el primer músic de l'Estat espanyol que compleix condemna per les lletres de les seves cançons.
El setembre de 2021 la plataforma No callarem va presentar una campanya per denunciar la vulneració dels drets humans a l'Estat espanyol a través del documentari Art. 490, un film per la llibertat que és previst que s'estreni la primavera del 2022. El film se centra en els casos d'Elgio, Valtònyc i Pablo Hasél, que comparteixen la seva història des de «la inhabilitació, l'exili i la presó».
Hasél és considerat o bé un pres de consciència o bé una víctima d'empresonament injust contra la llibertat d'expressió per part de diverses organitzacions pels drets humans com ara Amnistia Internacional, Human Rights Watch, Fair Trials i per altres institucions culturals i polítiques d'àmbit mundial com el PEN Club Internacional o l'espai comunicatiu de la IV Internacional.

## Biografia
És fill de l'expresident de la Unió Esportiva Lleida, Ignacio Rivadulla. Debutà l'any 2006 a l'escena underground de la música rap amb la maqueta Esto no es el paraíso, i l'any següent varen sortir a la llum dos nous treballs: Miedo y asco en Ilerda i, uns mesos més tard, Trastorno tripolar.

### Primers processos judicials
Pablo Hasél fou detingut al domicili familiar el 4 d'octubre de 2011 per la policia espanyola sota l'acusació d'apologia del terrorisme en les lletres de les seves cançons i, posteriorment traslladat a l'Audiència Nacional d'Espanya. L'endemà, després d'haver declarat, va ser posat en llibertat amb càrrecs. Un cop coneguda la seva detenció, un grup de solidaritat amb Pablo Hasél va sortir al carrer reclamant la llibertat immediata de l'artista lleidatà. El manifest a favor de l'encausat promogut pel grup de rap At Versaris va ser signat per grups com Obrint Pas, Orxata Sound System, KOP i Komando Noguera, entre d'altres.

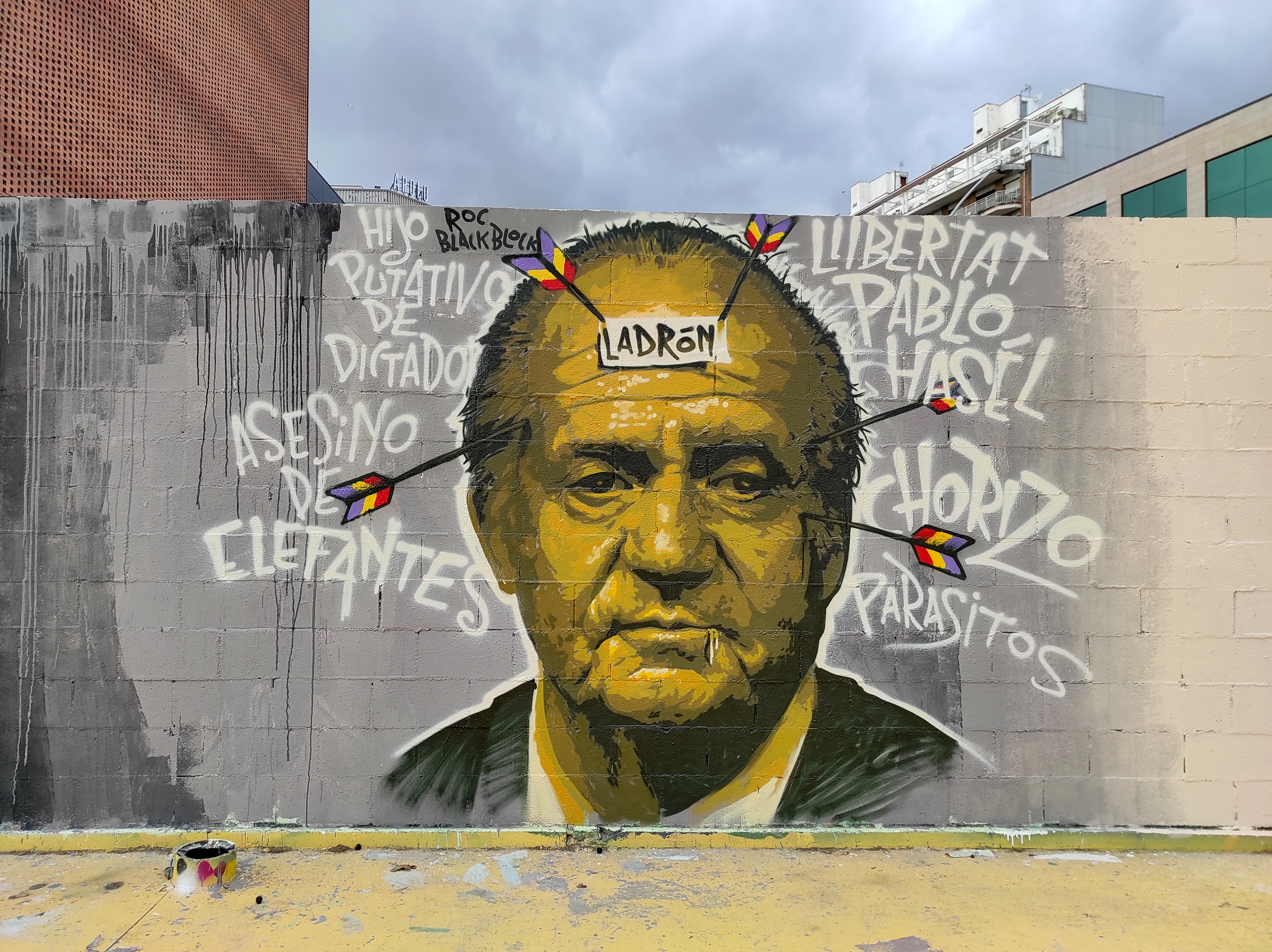
Mural a Barcelona en contra del seu imminent empresonament (7 febrer 2021).

El 10 de març de 2014 fou jutjat per la sala tercera de la secció penal de l'Audiència Nacional, dirigida pel magistrat Alfonso Guevara, sumari en què la fiscalia sol·licitava una pena de dos anys de presó i l'advocat de la defensa l'absolució del cantant. Tres setmanes després, l'1 d'abril, es feu pública la sentència de dos anys de presó per enaltiment del terrorisme per les cançons «Libertad presos políticos» i «Muerte a los Borbones». Recorreguda la sentència en segona i última instància, el 12 de març de 2015, el Tribunal Suprem ratificà la sentència dictaminada argüint que les lletres de les seves cançons impliquen «discurs de l'odi i sobrepassen el límit del dret a la llibertat d'opinió i de creació artística». L'ingrés no es va fer efectiu perquè l'acusat no tenia antecedents.
El 5 de desembre de 2014 es va saber que el paer en cap de Lleida, Àngel Ros, posà en mans dels seus advocats les amenaces de mort que li proferia a la cançó «Menti-Ros», si bé és cert que fonts properes desmentiren que s'hagués presentat denúncia als jutjats. No obstant això, el 12 de desembre el jutge, en atenció a l'escrit que li va fer arribar la Fiscalia de Lleida, va ordenar la retirada de la gravació per «contingut injuriós». En resposta a la denúncia, Hasél publicà un altre vídeo en el qual qualificava l'alcalde de «corrupte, cacic i miserable», i li desitjava que patís un infart. El Jutjat d'Instrucció número 3 de Lleida fou l'encarregat de portar el cas i prengué, entre altres mesures cautelars, la decisió de tancar el seu perfil de Facebook.
El 2 de juny del 2016 va agredir un periodista de TV3 al despatx del rector de la Universitat de Lleida durant una tancada de protesta del professorat i l'alumnat contra la privatització i mercantilització de l'ensenyament. Per aquests fets, el juny del 2020 fou condemnat a sis mesos de presó i a una indemnització de 12.150 euros a la víctima. El jutge va considerar provat que Hasél va empènyer, insultar i ruixar amb líquid de neteja el periodista.

### Detenció i ingrés a presó
L'1 de febrer de 2018, fou —de nou— jutjat a l'Audiència Nacional, que demanà dos anys i nou mesos de presó i una multa de 40.500 euros per delictes d'apologia del terrorisme i de calúmnies i injúries a la Corona i institucions de l'estat— per una cançó i 62 missatges de Twitter, escrits entre 2014 i 2016. Durant el judici, el raper català sostingué la seva postura argumentant que el que ell fa és limitar-se a exposar uns «fets objectius» que considera «injustos» i defensar els «drets democràtics» de la ciutadania. També afirmà que «sempre som els antifeixistes els que acabem jutjats i condemnats, i l'error, per als que em volen condemnar, és que jo no sigui un feixista que desitgi bombes a catalans, homosexuals o immigrants, perquè si fos així, no estaria aquí assegut, com no ho estan aquelles persones que sí que tenen total llibertat d'expressió». La seva defensa s'agafà en l'argumentació que tant les piulades com les cançons del raper es troben emparades dins de la llibertat d'expressió i que no podien condemnar-lo, afegint també que els missatges de Hasél no són un invent fet per ell sinó que són producte d'una realitat sociològica existent sobre certes figures públiques. Finalment el judici quedà vist per a sentència i el condemnaren a vuit mesos de presó. Posteriorment declarà que desestimava l'opció de l'exili i entraria a presó perquè considerava que era una via més útil en la lluita contra el règim espanyol, a la vegada que denunciava la hipocresia d'aquells rapers que silenciaven injustícies i eren còmplices de la brutalitat policial.
El 28 d'abril de 2019 fou detingut per la Guàrdia Civil en un control de trànsit d'accés a Benicarló quan assistia a un esdeveniment per l'excarceració del pres dels GRAPO Paco Cela.

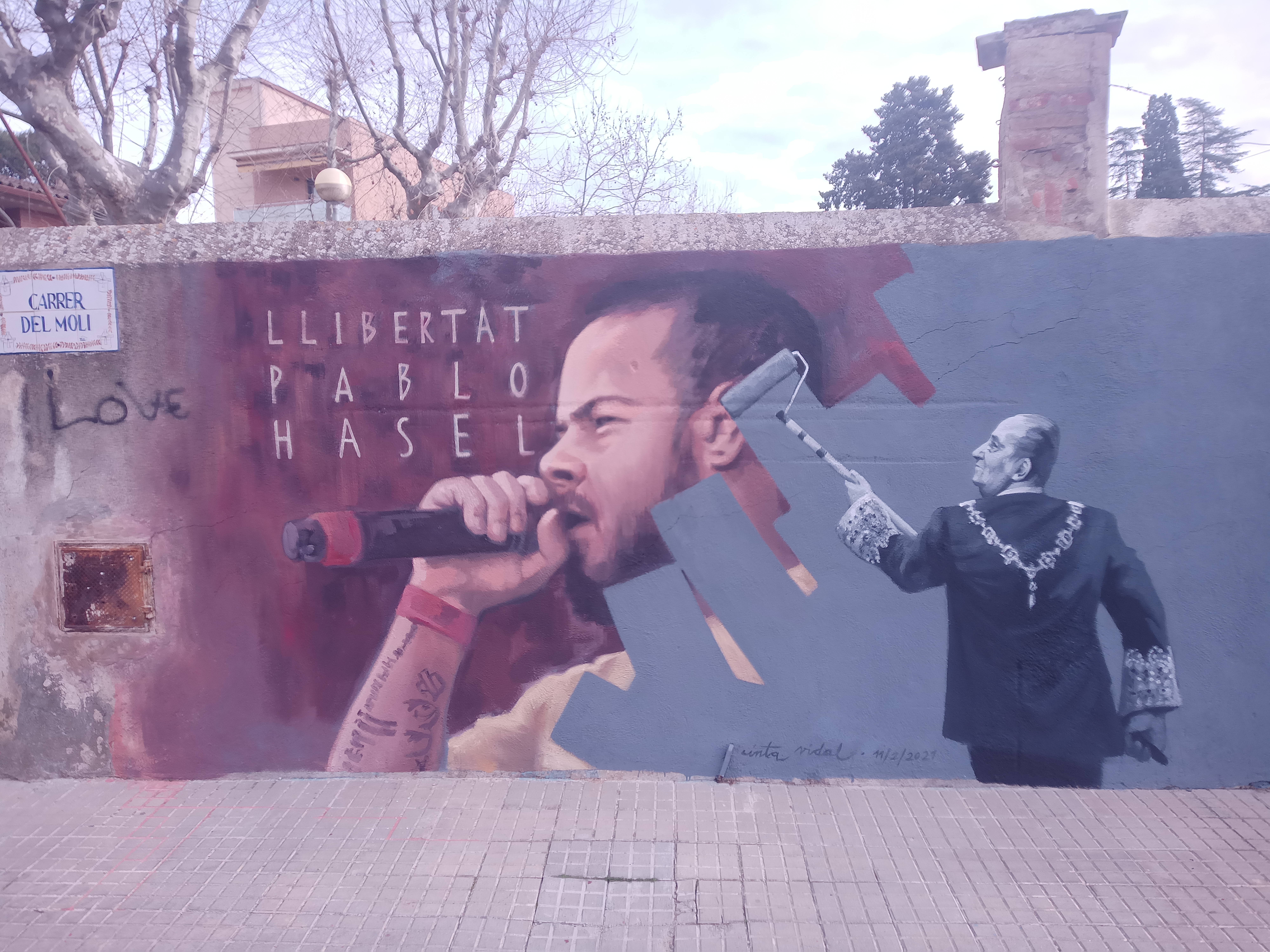
Mural a Cardedeu en contra del seu imminent empresonament (11 febrer 2021).

El 14 d'agost de 2020 anuncià per Twitter que l'Audiència Nacional espanyola li donava un termini de 5 dies per fer efectiu el pagament de més de 20.000 euros de sanció o s'allargaria la pena de presó que pesa sobre ell atès les darreres condemnes dictaminades contra ell per injúries a la Corona i que estava pendent de rebre un ordre d'ingrés a presó.
El gener de 2021 l'Audiència Nacional va decretar el seu ingrés a presó, condemnat a nou mesos i un dia per enaltiment del terrorisme i reincidència, pena que es sumà a les anteriors. Es convocaren mobilitzacions de suport arreu en suport a Hasél el qual va deixar clar que no pensava demanar cap indult: «no tinc perquè penedir-me absolutament de res». El 15 de febrer, un cop acabat el termini de deu dies perquè ingressés voluntàriament a la presó, el raper català es va tancar a l'edifici del rectorat de la Universitat de Lleida amb una vintena de persones més per fer resistència noviolenta contra la detenció. El 16 de febrer a les 8.30 del matí fou detingut després que l'operatiu policial de la BRIMO dels Mossos d'Esquadra forcés a retirar tots els activistes que n'impedien la detenció.
El 3 de març de 2021, el diputat de la CUP al congrés espanyol, Albert Botran, publicà a Twitter la primera fotografia de Hasél a la presó de Ponent acompanyada del text: «Una bona estona amb en Pablo Hasél a la presó de Lleida. Content de totes les mobilitzacions, especialment que estiguin connectant el seu empresonament amb el malestar i les lluites socials, contra el Règim del 78. Continuar als carrers, fins a alliberar-lo!».

### Més processos judicials
El febrer de 2021, l'Audiència de Lleida va confirmar la condemna de 2 anys i mig de presó a Pablo Hasel, imposada el 5 de març de 2020 pel jutjat penal 3 de Lleida, per haver amenaçat el testimoni d'un judici per una presumpta agressió d'un guàrdia urbà a un menor, en què l'agent va ser absolt. En concret, a Hasél se'l va condemnar a 1 any i 9 mesos de presó per un delicte d'obstrucció a la justícia i 9 mesos per amenaces.
El desembre de 2021, el jutjat penal número 9 de Sevilla va absoldre Hasél dels delictes d'odi, injúries i coacció per uns piulets en què desitjava que s'estavellés l'avió de l'equip de futbol del Real Betis Balompié perquè hi viatjava el jugador ucraïnès Roman Zozúlia, a qui el raper titllava de neonazi. En la sentència, la jutge va considerar que els comentaris del raper estan emparats en el dret a la llibertat d'expressió i tampoc no hi va veure els elements necessaris per atribuir-li un delicte de coaccions.

## Manifestacions contra la detenció de Pablo Hasél

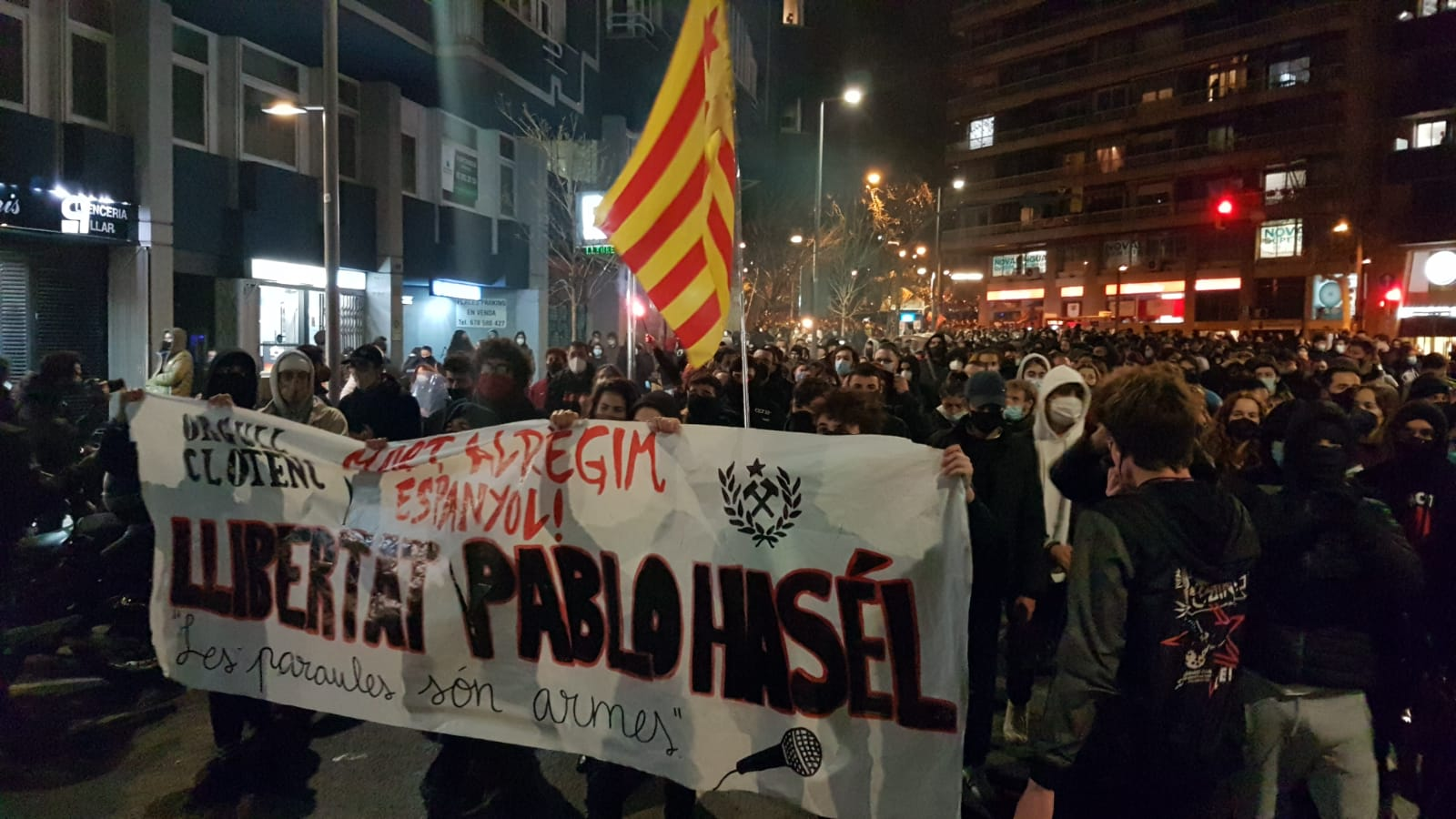
Manifestació contra l'empresonament Hasél a Barcelona

El 16 de febrer de 2021, després que Hasél fos detingut, es convocaren mobilitzacions en més d'una setantena de pobles i ciutats dels Països Catalans contra l'empresonament que acabaren amb diversos enfrontaments amb el dispositiu policial d'antiavalots. A Lleida, ciutat natal del cantant, es manifestaren des de les 19 h, més de 2.000 persones —1.400 segons la policia local— sota el lema «Pablo Hasél, amnistia total» que encapçalava la marxa. A Barcelona es convocà la concentració a la plaça de Lesseps. A la ciutat de Tarragona, gairebé 1.000 persones es concentraren a la Rambla Nova.
El 15 de maig de 2021, tingué lloc una manifestació a la plaça de Víctor Siurana, davant el rectorat de la Universitat de Lleida, amb motiu dels tres mesos de l'empresonament del raper a la presó de Ponent i amb el lema «3 mesos sense Pablo Hasél, 82 anys sense democràcia». Diverses entitats, entre les quals l'Assemblea Nacional Catalana (ANC) i Òmnium Cultural, hi assistiren per solidaritat antirepressiva amb Hasél. La manifestació recorregué els carrers de Lleida fins a la presó. La mobilització tingué mig miler assistents, amb petards i música del raper a través d'uns altaveus. A més de crits reclamant la llibertat de Hasél, es cridaren proclames com «Violència és no arribar a final de mes». Entre els assistents hi havia el vicepresident d'Òmnium, Marcel Mauri, la presidenta de l'ANC, Elisenda Paluzie, i el diputat de la Candidatura d'Unitat Popular (CUP) Xavier Pellicer.

## Estil musical
L'MC Pablo Hasél destaca per la contínua i prolífica activitat a l'hora d'enregistrar temes que l'han portat a disposar de més de 50 maquetes, entre treballs principals i recopilacions de senzills, inèdits, a capelles i poemes. Segons les seves pròpies paraules «jo gravo ràpid i no em passo el dia retocant-me». Ha distribuït tots els seus treballs de manera gratuïta per internet en llocs webs dedicats al hip-hop com Hip Hop Directo o HHgroups.
Les seves cançons versen especialment sobre tres temàtiques: crítica social i rap anticapitalista, temes sentimentals i personals, i temes en els que se'n riu de tot amb sarcasme, segons les seves declaracions. El seu controvertit estil ha estat motiu de censura en més d'una ocasió. A Lleida, per les Festes de Maig de 2014, la Paeria va secundar la proposta del Partit Popular i la plataforma xenòfoba Lleida Identitària per a prohibir el seu concert, fet que va suposar la crítica d'algunes entitats com la CUP de la ciutat.

## Discografia

### En solitari
- Esto no es el paraíso (demo) (2005)
- Miedo y asco en Ilerda – reeditat amb el títol Ilerda rima con mierda (2007)
- Trastorno tripolar (2007)
- Desde el abismo se goza de las mejores vistas (2006-2008)
- No me joda doctor (2007)
- En ningún lugar pero aquí (amb Zyon Revol "Frankie Brown") (2008)
- Descuartizando resacas (2009)
- Quemando la vida (amb Kaktan)(2009)
- Cuando el tiempo no nos tocaba las ilusiones (2006-2009)
- Se lo vomite al viento mientras ella se drogaba con otro (2010)
- Inéditas por culpa de Aileen Wuornos (2007-2010)
- Banquete de larvas (demo) (2010)
- El Che disparaba (2011)
- Siempre perdidos 1 (2008-2010)
- Siempre perdidos 2 (2008-2011)
- Solos en medio del misterio infinito - Poemes (2011)
- Polvo y ceniza (2011)
- Un café con Gudrun Ensslin (2011)
- El infierno sería verlos más allá (2010-2011)
- Crucificado en tu clítoris (2011)
- Las resakas: Besos cortados con coca (2011)
- Canciones supervivientes al registro policial (2012)
- La tortura placentera de la luna: algunas canciones inéditas (2012)
- Escribiendo con Ulrike Meinhof (2012)
- Empezar de bajo 0: Algunos poemas grabados (2012)
- La noche que supe que hay laberintos sin salida (2012)
- Poemas de presos políticos comunistas (2012)
- Los gusanos nunca volarán (inéditas) (2012)
- Sigue desnudándose la dictadura del capital (2013)
- Por mera superviviencia (inéditas) (2013)
- Por mera superviviencia II (inéditas) (2013)
- Por mera superviviencia III (inéditas) (2013)
- Un gin tonic con Andreas Baader (2013)
- Tarde o temprano Venceremos (2014)
- Mientras me asesina el tiempo (inéditas) (2014)
- Por escapar de la oscuridad (inéditas) (2014)
- Cafeína e imaginación (inéditas) (2015)
- Burlando al dolor (2015)
- Boicot Activo (2015)
- Hasta el fin de mis días (2015)
- Resistir hasta vencer (2016)
- Esto ya ni desahoga (inéditas) (2016)
- Fuerte fragilidad (2017)
- Perdidos en el infinito (con Nyto Rukeli) (2017)
- El interrogatorio del atardecer (2018)
- La voz no puede encerrarse (2018)
- Ha llovido mucho (2019)
- Semillas de libertad (2019)
- Haciéndome la autopsia (2020)
- La inmolación de las entrañas (2020)
- Ni Felipe VI (2021)

### Amb Cíniko com a Prozaks
- Recital de ideales/No me joda doctor (2008)
- A orillas del Segre (2014)

### Amb Marc Hijo de Sam
- La muerte nos obligó a vivir (2012)
- Las resakas: Besos cortados con coca (2011)